# William Gardner Smith (botaniste)
Pour les articles homonymes, voir William Gardner Smith, William Smith et Smith.
William Gardner Smith est un botaniste britannique, né le 20 mars 1866 à Dundee et mort le 8 décembre 1928 à Édimbourg.
1904 : président de la British Mycological Society.